# Węzeł celtycki

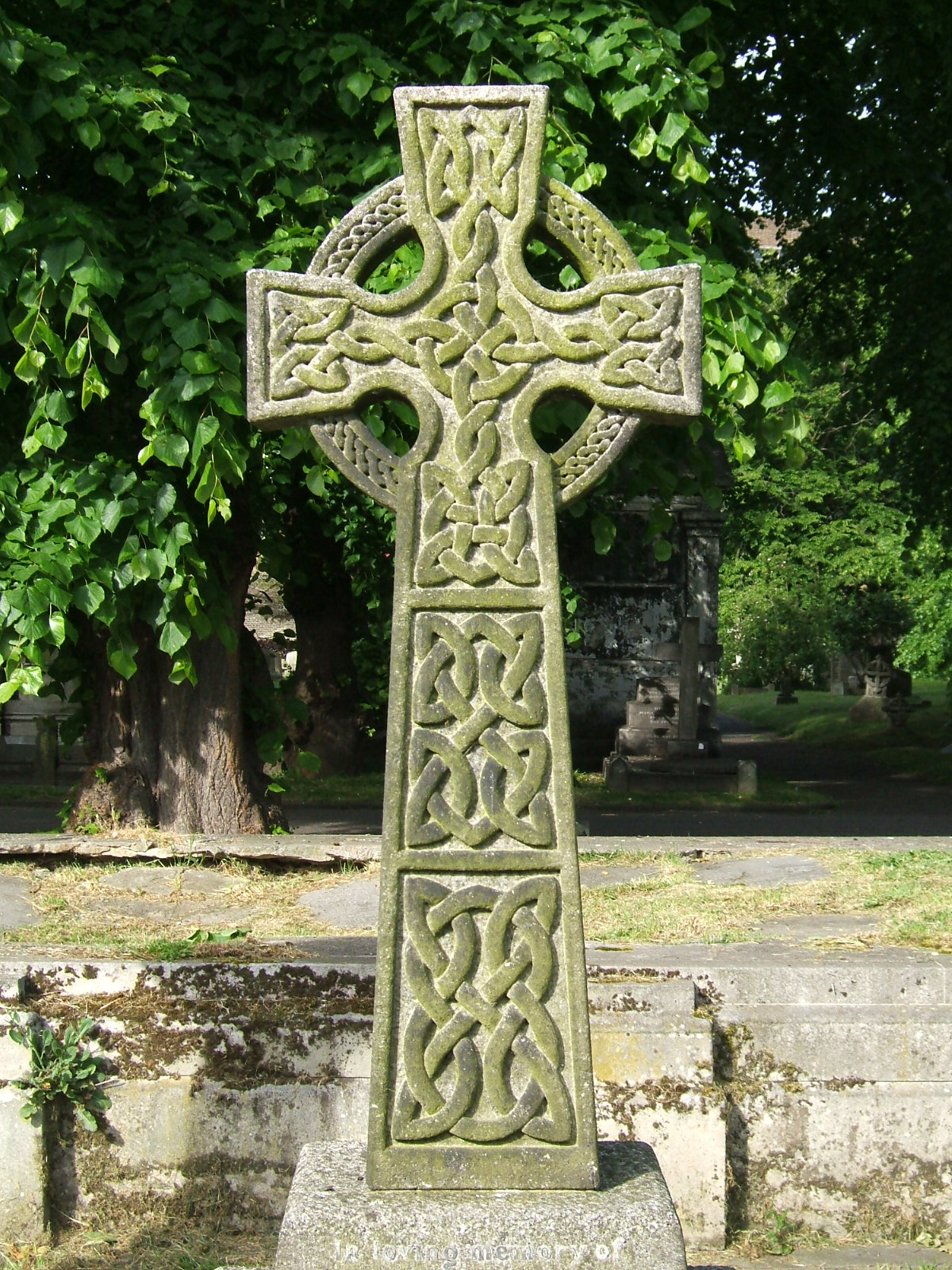
Kamienne krzyże celtyckie takie jak ten, są jednym z głównych źródeł informacji o węzłach celtyckich.

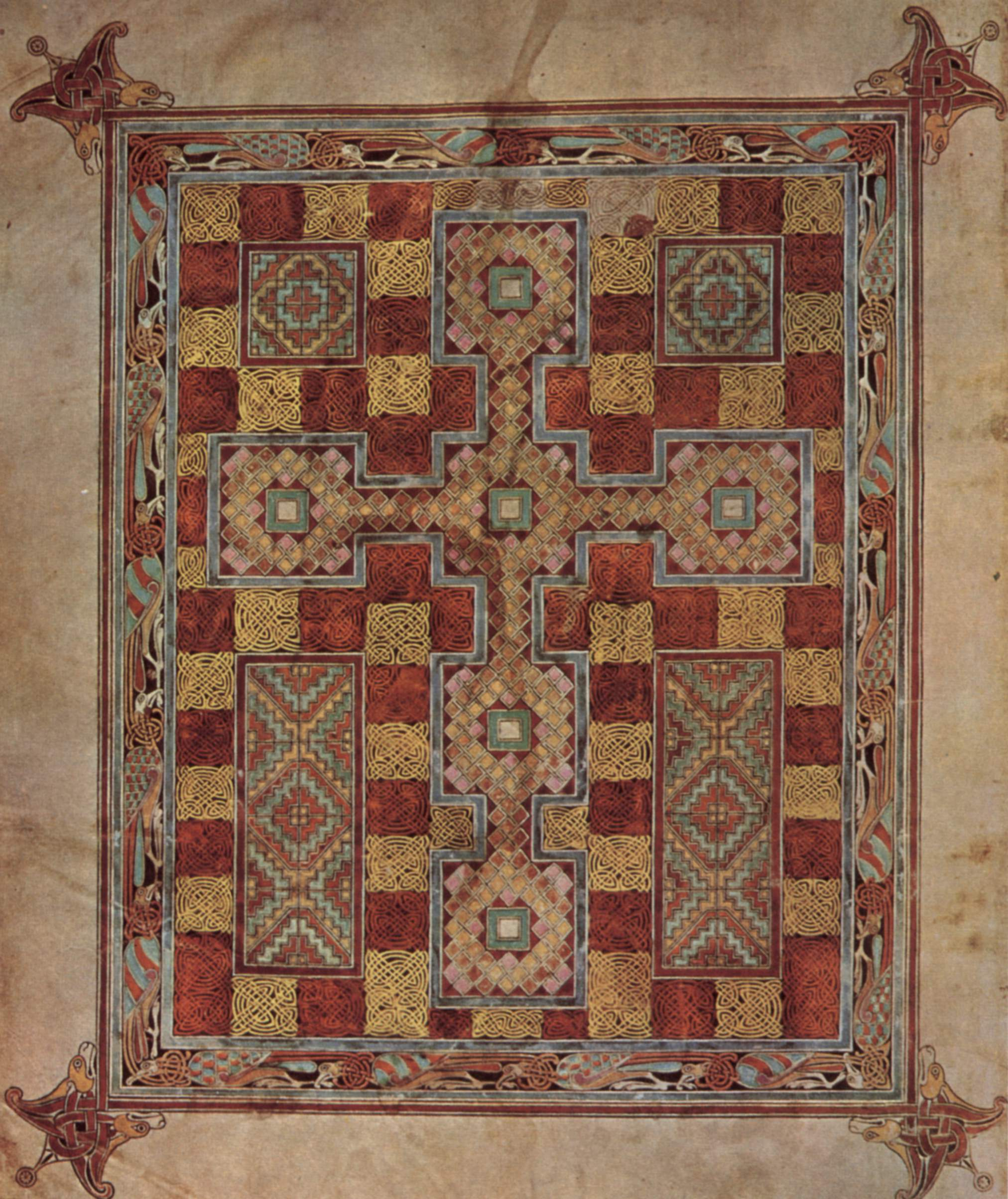
Jedna z „kart dywanowych” z Ewangeliarza z Lindisfarne z motywem węzła celtyckiego

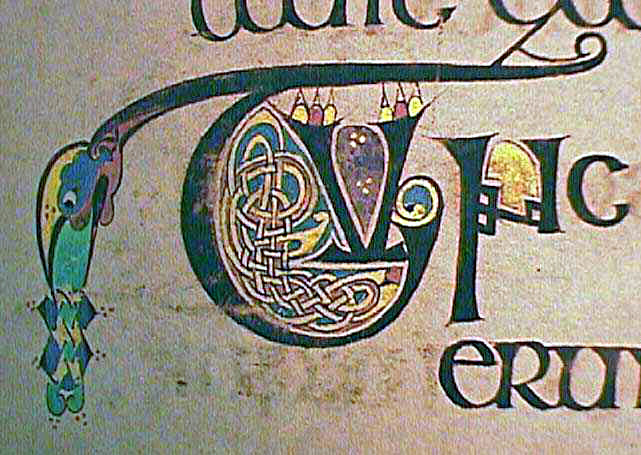
Iluminacja z Księgi z Kells zawierająca kompozycję inicjałową z motywem węzła celtyckiego.

Węzły celtyckie, zwane Icovellavna (irlandzki:snaidhm Cheilteach, walijski: cwlwm Celtaidd) to rodzaj splotów oraz motywów dekoracyjnych, szeroko stosowanych w sztuce i kulturze celtyckiej. Motyw węzła celtyckiego pojawił się również w chrześcijańskich budowlach oraz w manuskryptach, takich jak Księga z Kells czy Ewangeliarz z Lindisfarne. Większość węzłów celtyckich to sploty zamknięte, bez początku i końca, takie jakie często spotyka się w plecionych koszach.

## Historia
Motyw dekoracyjny przeplatanych splotów wywodzi się ze sztuki późnego Cesarstwa Rzymskiego. Motyw węzła pojawił się po raz pierwszy w III i IV wieku naszej ery i można go zauważyć w mozaikowych posadzkach w Rzymie. Motywy dekoracyjne z wykorzystaniem przeplatanych węzłów pojawiły się również w architekturze bizantyjskiej, w sztuce koptyjskiej, sztuce Islamu, w średniowiecznych iluminowanych manuskryptach, w sztuce Etiopii, oraz w architekturze europejskiej.
Spirale oraz wzory geometryczne były dominującym motywem w sztuce celtyckiej przed nadejściem chrześcijan około roku 450 naszej ery. Motywy celtyckie znalazły również odbicie we wczesnochrześcijańskich rękopisach i dziełach sztuki, gdzie zostały wzbogacone o motywy wzięte z życia, takie jak zwierzęta, rośliny, a nawet postacie ludzkie. Początkowo były to złożone przeplatane sploty, które można również znaleźć na innych obszarach Europy, jak na przykład we Włoszech w VI wieku. Fragment Ewangeliarza tzw. Gospel Book, który powstał w VII wieku w północnej Anglii i obecnie znajduje się w bibliotece katedry w Durham, zawiera najwcześniejsze przykłady motywu przeplatanego splotu w stylu celtyckim.
J. Romilly Allen zidentyfikował „osiem podstawowych węzłów, które stanowią podstawę prawie wszystkich motywów przeplatanych splotów w dekoracyjnej sztuce celtyckiej.
Współcześnie sztuka celtycka identyfikowana jest jako wyraz tożsamości narodowej Szkotów, Irlandczyków i Walijczyków.
Motyw węzła celtyckiego zauważyć można współcześnie w tatuażach, chociaż nie należą one do tradycji celtyckiej. Tatuaże takie stały się szczególnie popularne w Stanach Zjednoczonych w latach siedemdziesiątych i osiemdziesiątych.

## Przykłady

Przykłady węzłów celtyckich
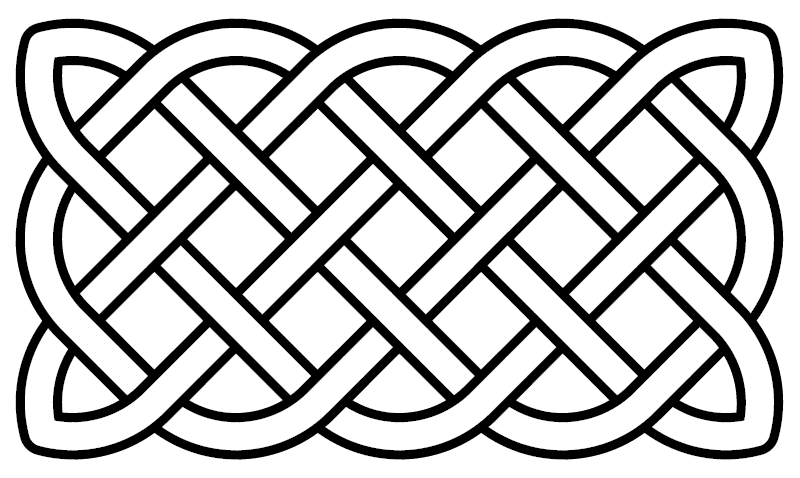